# Радио Менес
Радио Менес е първата частна радиостанция в град Силистра. Форматът на радиото е HOT AC и излъчва широк спектър от музикални стилове като поп, денс, R&B, рок и метъл. Според проучванията, към октомври 2008 г. радио Менес е най-слушаното радио в град Силистра. Радиото е закрито през 2013 г. а през 2016 г. на честотата му излъчва Радио Веселина.

## История
Основано от Георги Менес, Пеньо Пенев и покойният вече Едмонд Грозданов, през 1993 г., първият сигнал прозвучава на 4 януари същата година – първоначално в кабелната радиомрежа на Силистра и областта, а впоследствие започва пробни 24-часови излъчвания на честота 91.5 МХц. През 1997 г. получава лиценз за ефирно разпространение на честота 100.5 МХц за територията на Силистра. През 2004 г. честотата на радиото е променена на 92.3 МХц, а година по-късно новата честота е 103.8 МХц, където продължават излъчванията на радиото до 2013 г.